# Cystopage ellipsospora
Cystopage ellipsospora är en svampart som beskrevs av Drechsler 1955. Cystopage ellipsospora ingår i släktet Cystopage och familjen Zoopagaceae.   Inga underarter finns listade i Catalogue of Life.